# Wideo
Wideo es una plataforma de creación de videos en línea que permite a los usuarios crear, editar y compartir videos. Esta herramienta permite a las personas que no tienen experiencia previa en diseño o creación de videos crear videos explicativos, presentaciones animadas, tarjetas electrónicas de video y más. También proporciona a sus usuarios una biblioteca de elementos, objetos y fuentes. Los usuarios pueden arrastrar y soltar elementos en el editor y después establecer la secuencia de animaciones dentro de sus escenas específicas. Cada elemento se puede reutilizar y sincronizar con la animación de cada imagen individualmente.

## Historia
Wideo fue fundada en 2012 por Agu De Marco y Agus Esperon. La idea se originó en la necesidad de Agus de crear un video explicativo para uno de sus otros negocios, con un presupuesto pequeño y casi sin experiencia.